# Dones a Croàcia
Les dones de Croàcia són dones nascudes, que viuen o provenen de Croàcia. El rol de gènere, la condició femenina i els drets de les dones a Croàcia han evolucionat al llarg de la història croata a un estat d'igualtat de gènere substancial i d'igualtat social en la cultura croata moderna.
L'índex de desigualtat de gènere per al 2013 es va fixar en 0,172 (en la 33a posició en 152 països), mentre que les dones parlamentàries van assolir el 23,8% del total. La taxa d'ocupació d'acord amb Eurostat arriba el 2014 exactament a 505 del total ocupat. El Global Gender Gap Report (Informe del biaix de gènere global) per al 2013 s'estableix en 0,7069 (a la 49a posició de 144 països).

## Demografia

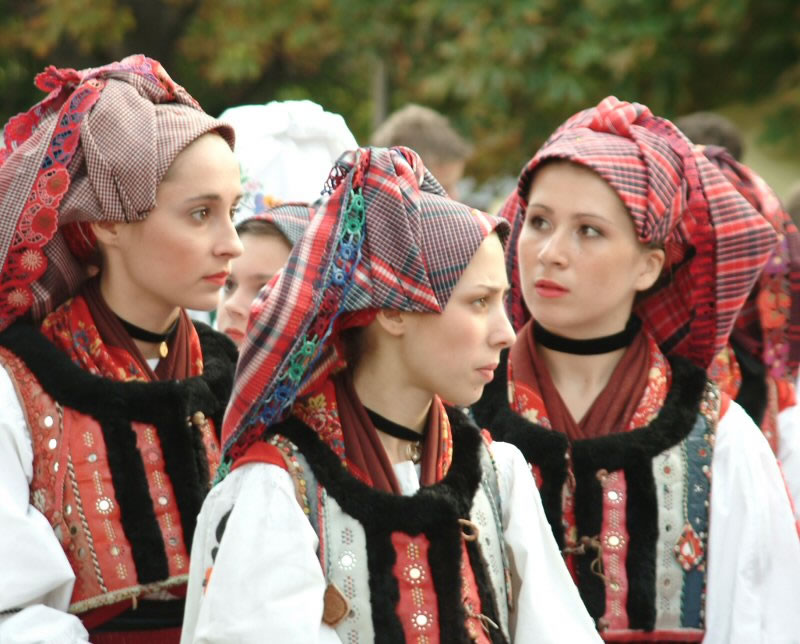
Dones croates amb el vestit tradicional

Segons el cens de 2011 de Croàcia, al país hi havia 2.218.554 dones d'un total de 4.284.889 habitants (el 51,7%).
La proporció de gènere és d'1,06 homes per dona (des del naixement fins als 14 anys) i 0,99 homes per dona (entre 15 i 64 anys); mentre que a partir dels 64 anys l'índex és de 0,64 homes per dona. La proporció per a la població total és de 0,93 homes per dona. L'esperança de vida de les dones a Croàcia és de 80,1 anys (segons estimacions del 2012).
El 2009 es van registrar 44.577 naixements (22.877 nens i 21.700 nenes). Gairebé totes aquestes parts s'han realitzat en instal·lacions mèdiques especialitzades; només 34 naixements s'han verificat en un altre lloc. A partir del nombre total, 38.809 van néixer dins de la institució matrimonial o dins dels 300 dies posteriors al final del matrimoni. L'edat mitjana de les mares que tenen el seu primer fill és de 27 anys i 5 mesos.
La taxa de fecunditat general (és a dir, el nombre de naixements per cada 1.000 dones d'entre 15 i 49 anys) és de 42,9, amb una taxa d'edat específica superior a 101,0 per milió per a dones d'edats compreses entre 25 i 29 anys.
El 2014, hi havia 1.342.000 d'empleats, dels quals el 46% eren dones.
El 2013, la principal causa de mort per a dones eren les malalties del sistema circulatori (54,3%), seguida del càncer (23,6%). Altres causes significatives de mort són els accidents, intoxicacions accidentals i altres causes externes (4,3%), malalties del sistema respiratori (3,5%), malalties del sistema digestiu (3,3%) i malalties endocrines, nutricionals i metabòliques (2,8%).

## Estatus legal
La igualtat de gènere és una part integrant de l'article 3 de la constitució croata.
Des del 2003 hi ha un mediador de gènere i una oficina per a la igualtat de gènere.
El sufragi femení es va introduir quan la República Federal Socialista de Iugoslàvia va ser establerta el 1945.

## Croates històriques rellevants
La història del país registra diverses dones de considerable importància:
|  | Jelena Nelipčić (? - 1422), reina del Regne de Bòsnia. |
|  | Beatriu de Frangipan (Beatrica Frankopan) (1480-1510), noble i, per matrimoni, va heretar el Castello de Corvino. |
|  | Katarina Zrinska (1625-1673), també part de la família Frangipan, era una noble que va ser recordada com a mecenes de les arts, escriptora i patriota. La seva filla, Ilona Zrínyi (Jelena Zrinska) (1643-1703), és considerada una heroïna nacional. |
|  | Dora Pejačević (1885-1923), compositora que va introduir la cançó orquestral en la música croata. |
|  | Ivana Brlić-Mažuranić (1874-1938), és recordada com la millor escriptora croata de literatura infantil. |
|  | Slava Raškaj (1877-1906), pintora considerada com la millor aquarel·lista croata de finals del segle xix i principis del xx. |
|  | Savka Dabčević-Kučar (1923-2009), es va convertir en una de les polítiques croates més influents durant el període comunista, convertint-se en el cinquè dels primers ministres de Croàcia i la primera dona que va assumir aquest càrrec.            |
|  | Kolinda Grabar-Kitarović (1968), política i Presidenta de Croàcia d'ençà el 19 febrer 2015. És la primera dona que ha estat elegida presidenta de la república des de la independència del país, així com la més jove en ostentar el càrrec.          |

## Croates destacades
|  | Cvijeta Zuzorić (Flora Zuzzori) (1552-1648), poetessa lírica.                             |
|  | Dragojla Jarnević (1813-1875), poetessa i professora.                                     |
|  | Jelica Belović-Bernadzikowska (1870-1946), etnògrafa, periodista, escriptora i feminista. |
|  | Marija Jurić Zagorka (1873-1957), periodista i escriptora.                                |
|  | Jelena Dorotka (1876-1965), pintora del cubisme.                                          |
|  | Vera Nikolić Podrinska (1886-1972), pintora.                                              |
|  | Mira Klobučar (1888-1956), pintora.                                                       |
|  | Stella Skopal (1904-1992), escultora.                                                     |
|  | Ivana Tomljenović-Meller (1906-1988), grafista.                                           |
|  | Tina Morpurgo (1907-1944), pintora.                                                       |
|  | Marta Ehrlich (1910-1980), pintora.                                                       |
|  | Nada Klaić (1920-1988), historiadora especialitzada en l'Edat Mitjana.                    |
|  | Eva Fischer (1920-2015), pintora i gravadora.                                             |
|  | Vesna Parun (1922-2010), poetessa.                                                        |
|  | Vera Fischer (1925-2009), escultora.                                                      |
|  | Vera Dajht-Kralj (1928-2014), escultora.                                                  |
|  | Marija Ujević-Galetović (1933), escultora.                                                |
|  | Heddy Kun (1936), pintora.                                                                |
|  | Živa Kraus (1945), pintora.                                                               |
|  | Slavenka Drakulić (1949), escriptora i periodista.                                        |
|  | Sanja Iveković (1949), fotògrafa, escultora i artista d'instal·lacions.                   |
|  | Dubravka Ugrešić (1949), escriptora de novel·les, relats curts i assajos.                 |
|  | Ingeborg Fülepp (1952), artista, educadora i productora de cinema.                        |
|  | Nina Ivančić (1953), pintora contemporània i educadora.                                   |
|  | Stanka Gjurić (1956), poetessa, assagista, actriu, realitzadora i ex-model.               |
|  | Višnja Starešina (1960), periodista, publicista i directora de pel·lícules documentals.   |
|  | Sibila Petlevski (1964), escriptora de prosa, poetessa, dramaturga i professora.          |
|  | Andreja Kulunčić (1968), artista contemporània.                                           |
|  | Helena Bulaja (1971), artista multimèdia i directora.                                     |
|  | Fani Stipković (1982), periodista i presentadora de televisió.                            |
|  | Kristina Šundov (1986), futbolista internacional.                                         |
|  | Sandra Žigić (1988), futbolista internacional.                                            |
|  | Iva Landeka (1989), futbolista internacional.                                             |
|  | Katarina Kolar (1989), futbolista internacional.                                          |